# Fatoua madagascariensis
Fatoua madagascariensis là một loài thực vật có hoa trong họ Moraceae. Loài này được Leandri mô tả khoa học đầu tiên năm 1948.